# 土卫六气候

详细说明土卫六气候的温度、气压和其他方面的图表。大气中的雾霾降低了低层大气层温度，而甲烷则升高了地表温度。冰火山将甲烷喷发到大气层中，然后通过降雨回到地表，形成湖泊

土星最大的卫星土卫六虽然表面温度更低，但其气候在许多方面都与地球相似。它稠密的大气层、甲烷雨和可能的冰火山活动共同形成了一种类似地球在更短的一年中所经历的气候变化模式，尽管涉及的材料并不相同。

## 温度
土卫六接收到的阳光仅为地球的1%，平均表面温度约为90.6 K（摄氏-182.55度，或华氏-296.59度）。在这种温度下，水冰的蒸汽压极低，因此大气中几乎没有水蒸汽。但是，大气层中的甲烷却会产生明显的温室效应，使得土卫六表面的温度比其它情况下的热平衡温度高得多。
土卫六大气中的雾霾通过将太阳光反射回太空，使其表面比上层大气层温度低得多，从而产生出一种反温室效应，在一定程度上抵消了温室升温，并使其表面比单纯温室效应所预期的气温要低一些。根据麦凯（McKay）等人的说法，“土卫六的反温室效应使其表面温度降低了9K，而温室效应使其升高21K，净效应是表面温度（94K）比有效温度82K[即，在没有任何大气层的情况下达到的平衡]高12K”。

## 季节
土卫六相对于太阳的轨道倾角非常接近土星的轴向倾斜（约27°），相对于其轨道的轴向倾角为零。这意味着入射阳光的方向几乎完全由土卫六的昼夜循环和土星的年循环决定。土卫六的一天为15.9个地球日，即它环绕土星一周所需的时间。土卫六处于潮汐锁定，因此土卫六的同一部分总是面朝土星，并且没有单独的“月”周期。
季节变化是由土星年驱动的：土星绕太阳一圈大约需要29.5个地球年，在土星年的不同阶段，土卫六南北半球接受到太阳光照射量不同。季节性天气变化包括冬季期间，北半球碳氢化合物湖的扩大；因大气环流的变化导致春秋分前后雾霾的减少；以及南极地区相关的冰云变化。上一次昼夜平分点发生在2009年8月11日，这是北半球的春分，意味着南半球的阳光越来越少，并逐惭进入冬季。
土卫六上的地表风速通常较低（<1米/秒），最近的计算机模拟表明，在赤道地区，由大气中倾泻而下的煤烟状物质形成的巨大沙丘可能缘自罕见的风暴，这种风暴在土卫六处于春秋分点时，每十五年才发生一次。风暴产生强烈的下沉气流，当它们抵达地表时，以每秒10米的风速向东流动。2010年末，相当于土卫六北半球的早春，在赤道沙漠地区观测到了一系列的甲烷风暴。
由于土星轨道的偏心率，在南半球夏季，土卫六与太阳的距离缩小约12%，使得南半球的夏季比北半球更短但更热。这种不对称性可能导致两半球之间的拓扑差异—北半球有更多的碳氢化合物湖。土卫六上的湖泊基本平静，几乎没有波浪或涟漪；然而，卡西尼号发现了北半球夏季湍流增加的证据，这表明在土卫六一年中的某些时候，地表风可能会增强，卡西尼号也看到了波浪和涟漪。

## 甲烷雨与湖泊
惠更斯探测器的发现表明，土卫六大气层会周期性地将液态甲烷和其他有机化合物降落到星球表面。2007年10月，观察者们注意到赤道上都区上方云层的不透明度明显增加，暗示着有“甲烷细雨”，虽然这并非降雨的直接证据。但随后一年多拍摄的土卫六南半球湖泊图像显示，它们被季节性碳氢化合物降雨扩大并注满。土卫六表面的某些区域可能覆盖了一层托林，但这一点尚未得到证实。降雨的存在表明，土卫六可能是除地球外，太阳系中唯一一颗可形成彩虹的天体。然而，鉴于大气层对可见光的极不透明性，绝大多数彩虹只能在红外波段才可看见。
土卫六南极附近可看到的甲烷湖数量明显少于北极地区，由于目前处于南极夏季和北极冬季，一种新的假设是，甲烷雨会在冬季降落到两极，并在夏天蒸发。根据科隆大学特苏亚·图卡诺（Tetsuya Tokano）的一篇论文，由这种蒸发驱动的气旋，包括降雨以及高达20米/秒（45英里/小时）的大风预计只在北半球夏季的整个大海域（克拉肯海、丽姬亚海和蓬加海）上空形成，持续时间长达十天。计算表明，随着大部分湖泊所在的北半球进入漫长的土卫六夏季，风速可能会增加到3公里/小时，足以产生出波浪。自2014年以来，卡西尼号雷达及可见光和红外测绘光谱仪多次观测到波浪，这些波浪可能是由夏季风或潮流所产生。

## 循环

土卫六南极上空的旋转旋涡

通过惠更斯号下降过程中采集的风速数据对全球风候的模拟表明，土卫六大气层处在一种巨大的哈德里环流圈中循环。温暖的气体在土卫六南半球上升——惠更斯下降期间正经历夏季，并在北半球下沉，导致产生出从南向北的高空气流和从北往南的低空气流。如此巨大的哈德利环流圈只有在土卫六这样缓慢旋转的星球上才可能出现。两极间的环流风似乎是以平流层为中心。模拟表明，在土卫六一年（30个地球年）的过程中，这一环流应每12年改变一次，并有三年的过渡期。这种环流产生了一条全球低压带，实际上是地球赤道低压带（ITCZ）的变化。然而，与地球上的海洋将赤道低压带限制在热带地区不同，在土卫六上，赤道低压带会从一极漂移到另一极，并携带着甲烷雨云。这意味着，尽管土卫六的温度很低，但可以说它属于热带气候。
2012年6月，卡西尼号在土卫六南极拍摄到一个旋转的极地涡旋，成像团队认为这与“极罩”有关—自2004年探测器到达北极以来，在北极上空可看到一片稠密的高空雾霾区。2009年春分以后，南北半球正在经历季节转换，南极开始入冬，而北极进入夏季，因此推测假设，这一涡旋可能标志着一个新的南极罩的形成。

## 云层

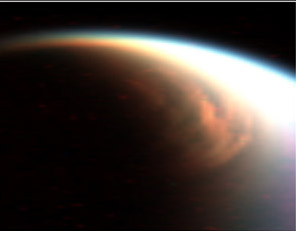
土卫六北极云层的伪色成像

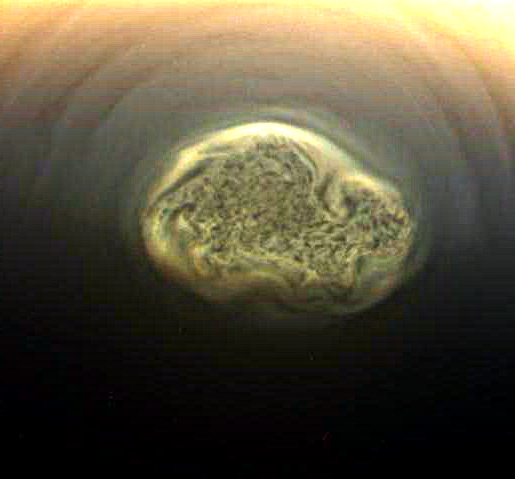
土卫六南极漩涡细节

土卫六的云层可能由甲烷、乙烷或其他简单有机物组成，它们分散而多变，点缀整个在雾霾中。
2006年9月，卡西尼号在土卫六北极上空40公里处拍摄到一片巨大的云层。尽管已知甲烷会在土卫六的大气层中凝结，但云层更可能是乙烷，因为探测到的粒子大小只有1-3微米，乙烷也可以在这些高度冻结。12月，卡西尼号再次观测到覆盖的云层，并检测到甲烷、乙烷和其他有机物。该片云层直径超过2400公里，在一个月后的一次飞越中仍然可见。一种假设是，北极目前正在下雨（或者，如天气足够冷的话，在下雪）。北部高纬度地区的下沉气流很强，足以将有机颗粒推向地表。这是迄今为止有关长期来假设土卫六上存在“甲烷”循环（类似于地球的水循环）的最有力证据。
在南极地区也发现了云，虽然通常只覆盖土卫六盘面的1%，但已观察到爆发事件，云层覆盖率迅速扩大到8%。一种假设认为，当土卫六夏季日照水平升高时，大气气流上升产生出对流，从而形成了南方云层。但由于不仅夏至之后，而且在春季中期也观察到了云的形成，这一解释变得复杂。南极甲烷湿度的增加可能是导致云量迅速增加的原因。在2010年之前，土卫六南半球一直处于夏季，当时控制该卫星运动的土星轨道使北半球倾向太阳。当季节转换时，预计乙烷将开始在南极上空凝结。

土卫六甲烷云（动画；2014年7月）

在土卫六上观察到的云团主要聚集区与研究模型非常吻合，并且云层覆盖率因距该卫星不同部分表面的高度而异。在极地区（纬度60度以上），对流层内和对流层上方出现了广泛和永久的乙烷云；而低纬度区，则在15到18公里高空之间发现了主要的甲烷云，并且更为零星和局部。在夏季半球，频繁、浓密但零星的甲烷云似乎聚集在纬度40度附近地区。
地面观测还揭示了云量的季节变化。在土星30年的轨道运行中，土卫六的云层系统似乎出现了25年，然后消失4到5年，之后再次出现。
卡西尼号还在土卫六高层大气中探测到了极可能由甲烷所形成的高海拔白色卷云。
虽然还没有在土卫六上观察到闪电活动的证据，但计算机模型表明，该卫星对流层低层的云团可以积累足够的电荷，从约20公里的高度产生闪电。土卫六大气中的闪电有利于有机物质的生成。卡西尼号没有在土卫六大气层中探测到任何明显的闪电信号，不过如果闪电太弱就可能无法探测到，但它们仍可能存在。最近的计算机模拟表明，在某些情况下流光放电（streamer discharges），可能会在土卫六上形成闪电的早期阶段。